# Walkin’ on the Sun
Walkin’ on the Sun – pierwszy singiel zespołu Smash Mouth wydany w roku 1997 za pośrednictwem Interscope Records. Był to pierwszy singiel promujący płytę Fush Yu Mang. Utwór pojawił się również na EPce zespołu Smash Mouth pod takim samym tytułem oraz na All Star Smash Hits – kompilacji największych hitów zespołu.

## Spis utworów

### EPka Walkin’ on the Sun
1. "Walkin’ on the Sun" – 3:28
2. "Sorry About Your Penis" – 1:26
3. "Dear Inez" – 2:53
4. "Push" – 2:52
5. "Walkin’ on the Sun" (Love Attack Mix) – 5:38
6. "Walkin’ on the Sun" (Phant 'N' Phunky Sunstroke Club) – 6:40

### Singiel - wersja europejska
1. "Walkin’ on the Sun" – 3:25
2. "Sorry About Your Penis" – 1:23
3. "Dear Inez" – 2:50
4. "Push" – 2:49